# أمراض الفرج
أمراض الفرج هي حالة غير طبيعية مرضية معينة تؤثر على جزء من فرج المرأة أو تؤثر عليه بالكامل. يمكن الوقاية من بعض تلك الأمراض من خلال الاهتمام بصحة ونظافة الفرج والمهبل.

## سرطان الفرج
يمثل سرطان الفرج حوالي 5٪ من جميع سرطانات أمراض النساء وعادة ما يؤثر على النساء في سن متأخرة. وتبلغ معدلات البقاء على قيد الحياة لخمس سنوات في الولايات المتحدة حوالي 70٪.
تشمل أعراض سرطان الفرج تشمل الحكة، مع وجود كتلة أو قرحة على الفرج الذي لا يشفي و / أو ينمو لحجم أكبر، وأحيانًا عدم الراحة أو الشعور بالألم أو التورم في منطقة الفرج. وتشمل العلاجات استئصال الفرج - إزالة كل أو جزء من الفرج.

## الاضطرابات الجلدية في منطقة الفرج والعجان
قد تتركز بعض الاضطرابات الجهازية في منطقة الفرج والعجان.
- كثرة المنسجات لخلايا لانغر هانز، تكونالآفة في البداية حمامية الشكل، ثم تكون حطاطة فرفرية، ثم تصبح متقشرة ومتواصلة أحيانا.
- في مرض كاواساكي ، قد يحدث الحمامات، مع تسلخ النسيج الطلائي وظهزر بعض الطفح الجلدي في العجان في الأسبوع الثاني من بداية الأعراض، تقريبًا في نفس الوقت الذي يبدأ فيه تقشر الجلد في الكف والقدمين.
- التهاب الجلد النهائي المعوي) هو اضطراب بيوكيميائي ينتج عن استقلاب الزنك.
- طفح الحفاض في مرحلة الطفولة.[4]

## التكيسات والخراجات
- خراجات البشرة
- الأورام الوعائية
- الوحمة
- النمش
- الندبات
- التسلخات
- البهاق
- الوشم
- تضخم الخلايا
- تكيسات بارثولين
- تكيسات غدة سكين، تكيسات الصماخ البولي

## الالتهابات
- داء المبيضات (القلاع)
- التهاب المهبل البكتيري
- الثؤلول التناسلي، بسبب فيروس الورم الحليمي البشري
- المليساء المعدية)
- الهربس البسيط والهربس التناسلي
- الهربس النطاقي (القوباء المنطقية)
- السعفة (سعفة) (فطر)
- التهاب الغدد العرقية القيحي)
- الإصابة بالديدان الدبوسية (داء السرميات والجرب والقمل).[5]

## الأمراض الالتهابية
- الأكزيما (التهاب الجلد)
- التهاب الجلد العصبي (الأكزيما المزمنة)
- الصدفية
- الحزاز متصلب
- حزاز مسطح
- التهاب الفرج
- الفقاع

## متلازمات الألم
- التهاب دهليزي الفرج
- تشنج المهبل

## القرح
- قرحة فموية
- مرض بهجت

- حاجز المهبل
- قرب فتحة من مجرى البول أو فتحة الشرج
- البكارة الرتقاء
- مراحل مختلفة من الذكورة التناسلية بما في ذلك عدم تحلق المهبل جزئيا أو كليًا، مجرى البول تقع على البظر.
- الخنوثة

## الأمراض السرطانية والخبيثة
- ورم وعائي دموي واختلالات تخلق الأوعية الدموية في منطقة العجان
- الطفلة الهرمية حول شرج الرضع.[6]

## أمراض أخرى
- ورم لمفي وعائي
- مرض باجيت خارج الثدي
- الأورام البينية داخل الظهارة
- مرض بوين
- الدوالي الوريدية
- التصاق الشفرين
- الألم العجاني
- التهاب المهبل
- بضع المهبل والامُضاعفات المتعلقة به.
- التهاب دهليز الفرج